# Богатырёв, Николай Григорьевич
Николай Григорьевич Богатырёв (1939—2012) — передовик производства, сборщик автопокрышек Воронежского шинного завода.

## Биография
Родился 5 апреля 1939 года в крестьянской семье в селе Ольшанка (ныне Белгородская область). Окончил среднюю школу в Чернянке. В 1957 году устроился сборщиком большегрузных покрышек на ВШЗ. Проработал на этом предприятии в течение 20 лет. Перевыполнил планы 8-й пятилетки (1966—1970) за 3 года и 14 дней.
В 1973 году окончил химический факультет ВГУ имени Ленинского комсомола и в 1980 году — Академию общественных наук при ЦК КПСС. С 1980 года работал председателем обкома профсоюза рабочих химической и нефтедобывающей промышленности. Делегат XXV съезда КПСС, членом областного и городского комитетов КПСС. Депутат ВС РСФСР 10-го созыва.
В 2005 году вышел на пенсию. Скончался 21 февраля 2012 года. Похоронен на Коминтерновском кладбище.

## Награды
- Герой Социалистического Труда (28 декабря 1973 года) — за выдающиеся достижения в трудовой деятельности при выполнении 9-й пятилетки (1971—1975)
- два ордена Ленина